# Kate Craig-Wood
Pour les articles homonymes, voir Craig et Wood.
Kate Helen Craig-Wood, née le 1er février 1977, et morte le 22 septembre 2020, est une entrepreneure en informatique britannique et la cofondatrice et directrice générale de Memset Dedicated Hosting. Elle a reçu plusieurs récompenses, notamment la 4e place parmi les 25 femmes les plus influentes de l'informatique au Royaume-Uni en 2012. Craig-Wood est une femme transgenre et est connue pour promouvoir l'efficacité énergétique dans l'informatique, les femmes dans l'informatique et l'acceptation des personnes transgenres.

## Carrière
Kate Craig-Wood apprend par elle-même plusieurs langages de programmation et d'autres compétences sur les technologies d'internet. Après avoir terminé une maîtrise en sciences biomédicales à l'Université de Southampton,, elle rejoint l'entreprise de conseil aux entreprises Andersen en tant que consultante en informatique. Elle devient ensuite responsable du développement commercial pour Easyspace Ltd., l'une des plus grandes sociétés d'hébergement Web du Royaume-Uni.
En 2002, Kate Craig-Wood quitte Easyspace et fonde Memset avec son frère Nick. Memset connait une croissance rapide depuis sa création et est le premier fournisseur d'accès à Internet neutre en carbone de Grande-Bretagne. Memset est alors élu meilleur hébergeur Web britannique durant six années consécutives (2006-2011) et remporte de nombreux autres prix autour de l'innovation, de la sensibilisation à l'environnement et de la stratégie informatique.
Kate Craig-Wood est partisane d'une informatique économe en énergie et est finaliste britannique aux prix BlackBerry Women and Technology 2008 pour « la meilleure utilisation de la technologie par une femme dans une petite à moyenne entreprise ». Elle est aussi directrice d'Intellect UK, l'association commerciale de haute technologie du Royaume-Uni, et préside son groupe sur le changement climatique. Elle participe également aux efforts de la British Computer Society pour une informatique verte via sa participation au comité du Data Center Specialist Group.
Kate Craig-Wood démissionne de son poste de directrice de Memset en août 2018 et renonce à sa part du contrôle financier, sous le nom de Kate Helen Bishopwood, le 12 mars 2020 lorsque la société est vendue à Iomart.

## Vie personnelle et activisme transgenre
Kate Craig-Wood s'est mariée en 2000 et a divorcé en 2006. Le divorce était le résultat du début de sa transition de genre, qu'elle a commencé entre octobre 2005 et novembre 2006. En mars 2008, elle a fait son coming out dans le Sunday Times « dans l'espoir qu'elle pourrait être le modèle pour les jeunes femmes trangenres qu'elle n'a jamais eu, et aussi pour essayer de dissiper certains mythes sur les personnes transgenres ».
Elle est membre du comité exécutif et administratrice de la Gender Identity Research and Education Society, et travaille avec le groupe en mettant l'accent sur l'amélioration des soins médicaux au Royaume-Uni pour les jeunes trans,.
Kate Craig-Wood meurt le 22 septembre 2020, à l'âge de 43 ans,.